# ملعب أينجينايرو هيلاريو سانشيز
ملعب أينجينايرو هيلاريو سانشيز (بالإنجليزية: Estadio Ingeniero Hilario Sánchez)‏ هو ملعب كرة قدم يقع في الأرجنتين، يتسع لـ 19,500 متفرج.

## التاريخ
افتتح الملعب في 9 سبتمبر 1951. تم تجديده في 2007.